# Pomerânia (voivodia)
Voivodia da Pomerânia (em polonês/polaco: województwo pomorskie) é uma unidade da divisão administrativa da Polônia e uma das 16 voivodias, está localizada na parte norte do país. A sede das autoridades da voivodia é Gdańsk. Ela abrange uma área de 18 310 km². É a voivodia mais setentrional do país.
Em 31 de dezembro de 2024, a voivodia tinha uma população de mais de 2 359 956 habitantes.

## História

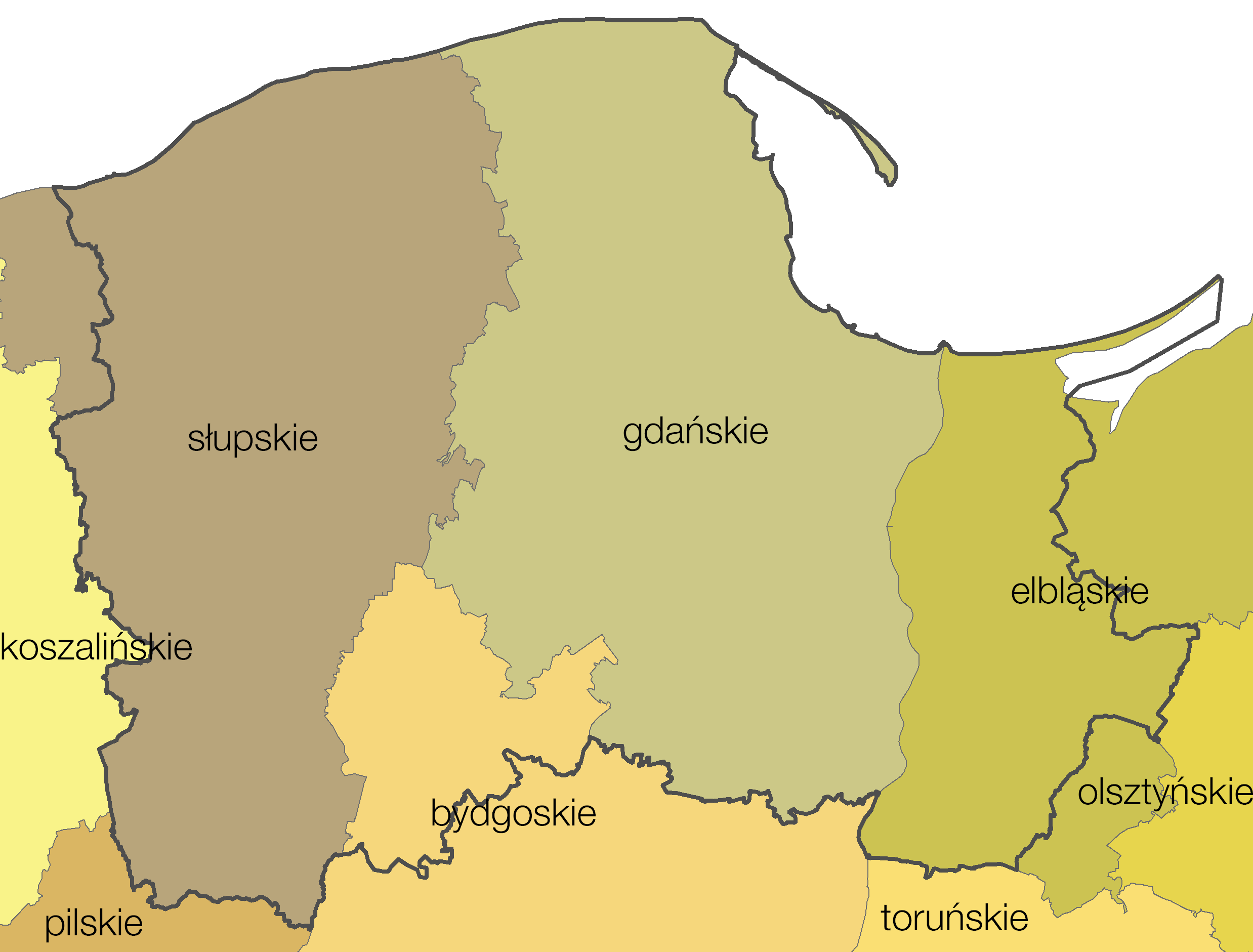
Voivodias de 1975-1998 com a fronteira da atual voivodia da Pomerânia

A voivodia da Pomerânia foi criada em 1999 a partir das voivodias da divisão administrativa anterior:
- Gdañsk (em sua totalidade)
- Słupsk (com exceção das comunas do condado de Sławieński)
- Elbląg (somente as comunas nos condados de Nowy Dwór, Malbork, Kwidzyn e o atual Sztum)
- Bydgoszcz (apenas 3 das 4 comunas do condado de Chojnice).

Como resultado dos protestos de Bydgoszcz, não foi possível criar uma grande região da Pomerânia que englobasse também Bydgoszcz, Toruń, Włocławek e Grudziądz (atualmente parte da voivodia da Cujávia-Pomerânia).

## Geografia
Conforme dados de 31 de dezembro de 2024, a área da voivodia era de 18 310 km².
Segundo dados de 31 de dezembro de 2012, as florestas da voivodia da Pomerânia cobriam uma área de 664,4 mil hectares, o que representava 36,3% de sua área. 9,8 mil hectares de florestas estavam localizados em parques nacionais.

### Localização histórica
A maioria da área da voivodia está localizada na Pomerânia de Gdansk. Além disso, sua parte noroeste está incluída na Pomerânia Ocidental, enquanto que a parte oriental pertence à Prússia.

### Localização administrativa

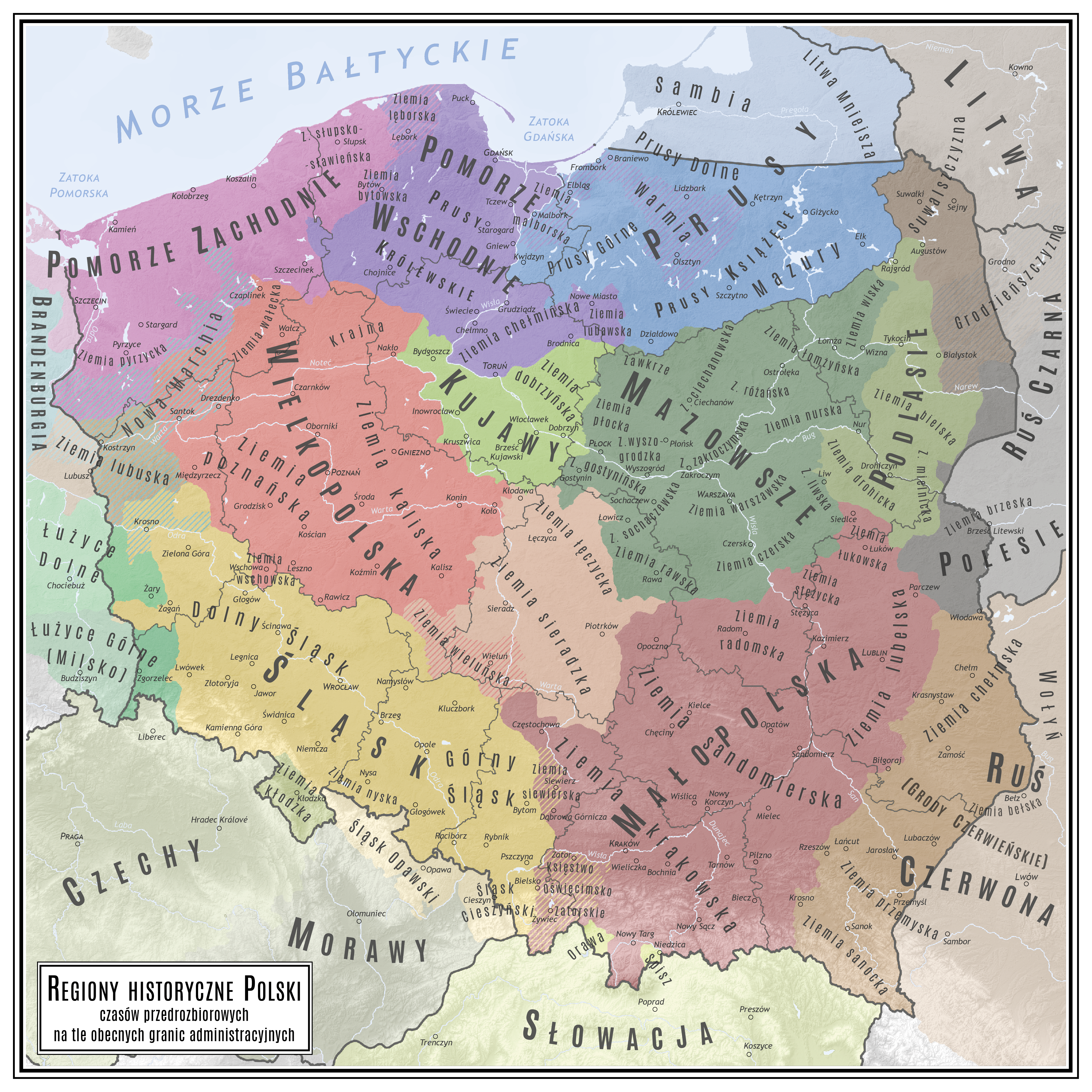
Regiões históricas da voivodia da Pomerânia e da Polônia no contexto das fronteiras administrativas contemporâneas

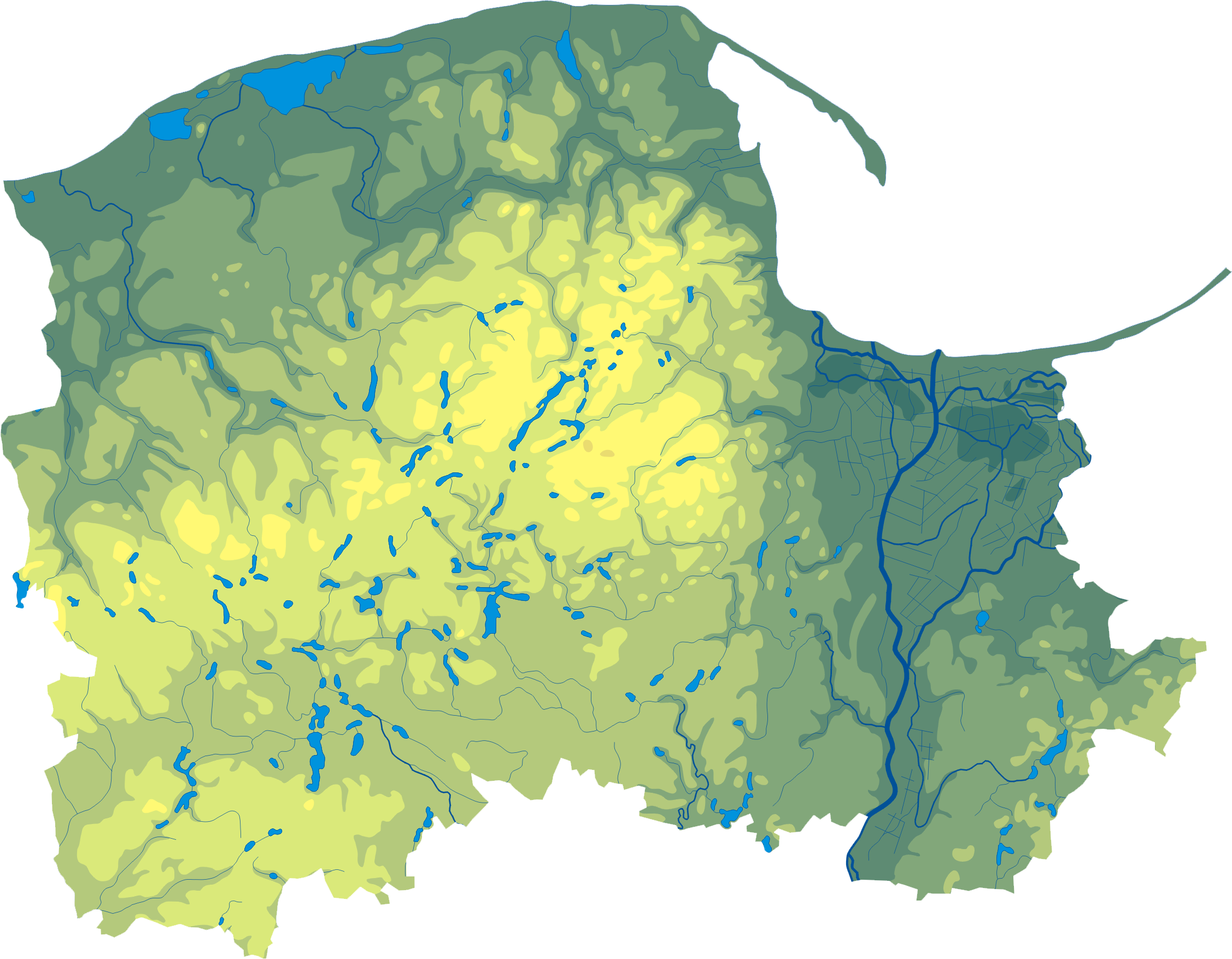
Mapa físico da voivodia

A voivodia está localizada no norte da Polônia e faz fronteira com:
- Rússia (com o oblast de Kaliningrado) - a fronteira estatal atravessa o cordão do Vístula por uma extensão de 0,8 km e com as voivodias:
- voivodia da Cujávia-Pomerânia ao longo de 238,8 km ao sul
- voivodia da Vármia-Masúria ao longo de 191,4 km a leste
- voivodia da Grande Polônia ao longo de 61,7 km a sudoeste
- voivodia da Pomerânia Ocidental ao longo de 182,2 km a oeste

### Topografia
No sentido norte-sul, a voivodia se estende por 149 km, ou seja, 1°20′41″. No sentido leste-oeste, a extensão da voivodia é de 192 km, o que na dimensão angular dá 2°56′15″.
Coordenadas geográficas dos pontos extremos:
- norte: 54°50′08″ latitude N –  (condado de Puck),
- sul: 53°29′27″ latitude N  – (condado de Człuchów),
- oeste: 16°42′40″ longitude E – (condado de Słupsk),
- leste: 19°38′55″ longitude E – cruzando a fronteira do país ao longo da lagoa do Vístula, no cordão do Vístula, a leste do posto fronteiriço n.° 2436 (Condado de Nowy Dwór).

O ponto mais alto é o topo do monte Wieżyca — 329 m acima do nível do mar. Jastrzębia Góra é onde fica o ponto mais setentrional da Polônia, a Estrela do Norte (54° 50′ 08″ N, 18° 18′ 00″ L).

## Divisão administrativa
A voivodia da Pomerânia está dividida em 16 condados e 4 cidades com direitos de condados.
| Brasão | Cidades com direitos de condado | População (31 de dezembro de 2024) | Área [km²] |
| ------ | ------------------------------- | ---------------------------------- | ---------- |
|        | Gdańsk                          | 487 834                            | 262,0      |
|        | Gdynia                          | 240 554                            | 135,1      |
|        | Słupsk                          | 85 135                             | 43,2       |
|        | Sopot                           | 31 696                             | 17,3       |

| Brasão | Condado                | Sede              | População (31 de dezembro de 2024) | Área (km²) |
| ------ | ---------------------- | ----------------- | ---------------------------------- | ---------- |
|        | Condado de Wejherowo   | Wejherowo         | 230 301                            | 1285       |
|        | Condado de Kartuzy     | Kartuzy           | 154 695                            | 1121       |
|        | Condado de Gdańsk      | Pruszcz Gdański   | 132 802                            | 794        |
|        | Condado de Starogard   | Starogard Gdański | 124 979                            | 1345       |
|        | Condado de Tczew       | Tczew             | 110 865                            | 697        |
|        | Condado de Słupsk      | Słupsk            | 96 140                             | 2304       |
|        | Condado de Chojnice    | Chojnice          | 95 759                             | 1364       |
|        | Condado de Puck        | Puck              | 92 154                             | 581        |
|        | Condado de Kwidzyn     | Kwidzyn           | 79 941                             | 835        |
|        | Condado de Bytów       | Bytów             | 76 302                             | 2192       |
|        | Condado de Kościerzyna | Kościerzyna       | 72 201                             | 1166       |
|        | Condado de Lębork      | Lębork            | 63 576                             | 708        |
|        | Condado de Malbork     | Malbork           | 60 438                             | 494        |
|        | Condado de Człuchów    | Człuchów          | 52 978                             | 1575       |
|        | Condado de Sztum       | Sztum             | 38 093                             | 731        |
|        | Condado de Nowy Dwór   | Nowy Dwór Gdański | 33 513                             | 674        |

## Urbanização
Há 43 cidades na voivodia da Pomerânia, incluindo a Tricidade, um grupo de três cidades: Gdańsk, Gdynia e Sopot. Outras três cidades: Wejherowo, Rumia e Reda são chamadas de Pequena Tricidade da Cassúbia. A aglomeração da Tricidade consiste em sete cidades, incluindo Pruszcz Gdański. Alguns planejadores urbanos também incluem Puck, Tczew e Żukowo.
As sedes dos condados estão sublinhadas e as cidades com direitos de condado estão em negrito.
População em 31 de dezembro de 2024:
| Brasão | Cidade            | Condado                        | População | Área (km²) |
| ------ | ----------------- | ------------------------------ | --------- | ---------- |
|        | Gdańsk            | Cidade com direitos de condado | 487 834   | 262,0      |
|        | Gdynia            | Cidade com direitos de condado | 240 554   | 135,1      |
|        | Słupsk            | Cidade com direitos de condado | 85 135    | 43,2       |
|        | Tczew             | Condado de Tczew               | 56 676    | 22,4       |
|        | Rumia             | Condado de Wejherowo           | 53 585    | 30,1       |
|        | Wejherowo         | Condado de Wejherowo           | 45 734    | 27,0       |
|        | Starogard Gdański | Condado de Starogard           | 45 184    | 25,3       |
|        | Chojnice          | Condado de Chojnice            | 38 508    | 21,0       |
|        | Kwidzyn           | Condado de Kwidzyn             | 36 731    | 21,5       |
|        | Malbork           | Condado de Malbork             | 36 573    | 17,2       |
|        | Lębork            | Condado de Lębork              | 33 865    | 17,9       |
|        | Pruszcz Gdański   | Condado de Gdańsk              | 32 270    | 16,5       |
|        | Sopot             | Cidade com direitos de condado | 31 696    | 17,3       |
|        | Reda              | Condado de Wejherowo           | 28 866    | 33,5       |
|        | Kościerzyna       | Condado de Kościerzyna         | 23 353    | 15,9       |
|        | Bytów             | Condado de Bytów               | 16 218    | 8,7        |
|        | Kartuzy           | Condado de Kartuzy             | 13 687    | 7,4        |
|        | Ustka             | Condado de Słupsk              | 13 574    | 10,2       |
|        | Człuchów          | Condado de Człuchów            | 12 958    | 12,8       |
|        | Puck              | Condado de Puck                | 10 419    | 4,8        |
|        | Czersk            | Condado de Chojnice            | 9 843     | 9,7        |
|        | Nowy Dwór Gdański | Condado de Nowy Dwór           | 9 435     | 5,1        |
|        | Miastko           | Condado de Bytów               | 9 283     | 5,7        |
|        | Władysławowo      | Condado de Puck                | 9 154     | 13,7       |
|        | Sztum             | Condado de Sztum               | 8 985     | 4,6        |
|        | Prabuty           | Condado de Kwidzyn             | 8 053     | 7,3        |
|        | Pelplin           | Condado de Tczew               | 7 118     | 4,4        |
|        | Żukowo            | Condado de Kartuzy             | 6 723     | 4,7        |
|        | Skarszewy         | Condado de Starogard           | 6 587     | 10,8       |
|        | Gniew             | Condado de Tczew               | 6 098     | 6,0        |
|        | Czarne            | Condado de Człuchów            | 5 547     | 46,4       |
|        | Brusy             | Condado de Chojnice            | 5 053     | 5,2        |
|        | Dzierzgoń         | Condado de Sztum               | 4 850     | 3,9        |
|        | Debrzno           | Condado de Człuchów            | 4 805     | 7,5        |
|        | Kobylnica         | Condado de Słupsk              | 4 772     | 4,0        |
|        | Nowy Staw         | Condado de Malbork             | 3 952     | 4,7        |
|        | Skórcz            | Condado de Starogard           | 3 422     | 3,6        |
|        | Kępice            | Condado de Słupsk              | 3 254     | 6,1        |
|        | Łeba              | Condado de Lębork              | 3 029     | 14,8       |
|        | Hel               | Condado de Puck                | 2 755     | 23,0       |
|        | Czarna Woda       | Condado de Starogard           | 2 643     | 9,9        |
|        | Jastarnia         | Condado de Puck                | 2 581     | 5,1        |
|        | Krynica Morska    | Condado de Nowy Dwór           | 1 159     | 118,6      |

## Proteção da natureza
Parques nacionais:
- Parque nacional Słowiński
- Parque nacional “Bory Tucholskie”

Parques paisagísticos
- Parque paisagístico Nadmorski
- Reserva da Biosfera Bory Tucholskie
- Parque paisagístico cassubiano
- Parque paisagístico Cordão do Vístula
- Parque paisagístico do Vale do Słupia
- Parque paisagístico do Lago Iława
- Parque paisagístico Tricidade
- Parque paisagístico de Tuchola
- Parque paisagístico de Wdzydze
- Parque paisagístico de Zaborski

Áreas protegidas do condado de Słupsk

## Demografia

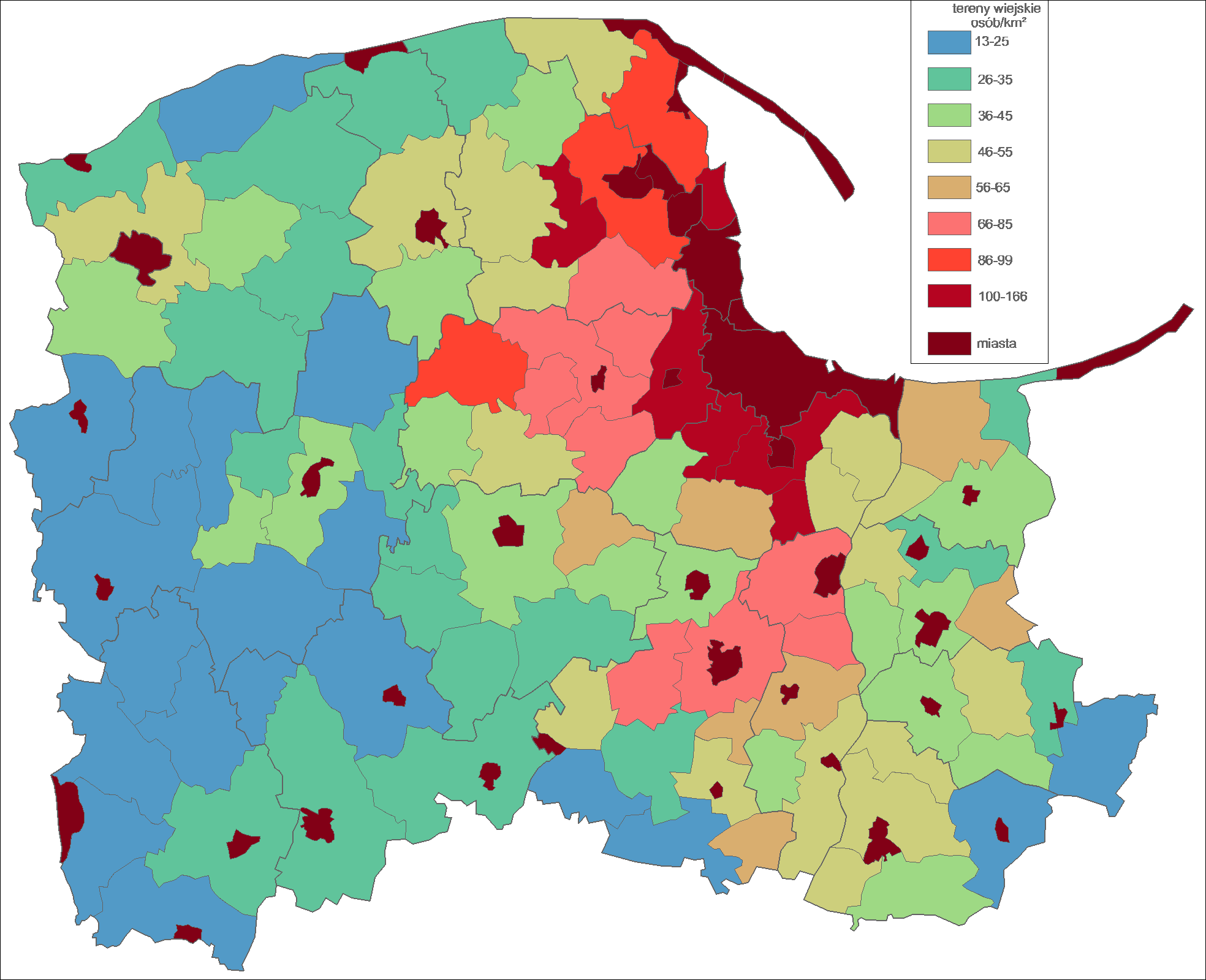
Densidade populacional das áreas rurais na voivodia da Pomerânia em pessoas por km² (por comuna, em 1 de janeiro de 2007).

Dados de 31 de dezembro de 2024.
| Total                             | Total     | Mulheres | Mulheres  | Homens | Homens    |      |
| --------------------------------- | --------- | -------- | --------- | ------ | --------- | ---- |
| Unidade                           | habitante | %        | habitante | %      | habitante | %    |
| População                         | 2 359 956 | 100      | 1 213 017 | 51,4   | 1 146 939 | 48,6 |
| Densidade populacional [hab./km²] | 127       | 127      | 65,3      | 65,3   | 61,7      | 61,7 |

| Nacionalidade   | Número em milhares | Porcentagem |
| --------------- | ------------------ | ----------- |
| Poloneses       | 2 155              | 91,41%      |
| Cassubianos     | 175                | 7,42%       |
| Alemães         | 7,05               | 0,30%       |
| Ucranianos      | 6,07               | 0,25%       |
| Silesianos      | 1,03               | 0,04%       |
| Bielorrussos    | 2,6                | 0,11%       |
| Ingleses        | 3,7                | 0,16%       |
| Judeus          | 1,09               | 0,05%       |
| Russos          | 1,1                | 0,05%       |
| Americanos      | 1,3                | 0,06%       |
| Outras          | 12,8               | 0,54%       |
| Demais          | 4,93               | 0,21%       |
| População total | 2 357              | 100%        |

| Idioma          | Número em milhares | Porcentagem |
| --------------- | ------------------ | ----------- |
| polonês         | 2 187              | 92,79%      |
| cassubiano      | 88,3               | 3,75%       |
| inglês          | 54,6               | 2,32%       |
| alemão          | 15                 | 0,64%       |
| russo           | 4,8                | 0,20%       |
| ucraniano       | 3,6                | 0,15%       |
| Demais          | 16,45              | 0,70%       |
| População total | 2 357              | 100%        |

|                                                                        | \| Estrutura religiosa na voivodia da Pomerânia, segundo o censo de 2021.[10] \| Estrutura religiosa na voivodia da Pomerânia, segundo o censo de 2021.[10] \| Estrutura religiosa na voivodia da Pomerânia, segundo o censo de 2021.[10] \| \| Declarações \| Número em milhares \| Porcentagem \| \| -------------------------------------------------------------------------- \| -------------------------------------------------------------------------- \| -------------------------------------------------------------------------- \| \| Igreja Católica de Rito Latino \| 1 583,7 \| 67,18% \| \| Cristianismo ortodoxo \| 3,1 \| 0,13% \| \| Protestantismo (luteranismo e pentecostalismo) \| 3,9 \| 0,16% \| \| Igreja Católica Grega \| 3,04 \| 0,13% \| \| Testemunhas de Jeová \| 7,6 \| 0,32% \| \| Outras religiões \| 4,9 \| 0,21% \| \| Declarações religiosas \| 1 606,4 \| 68,14% \| \| Nenhuma religião \| 202,7 \| 8,60% \| \| Recusa em responder \| 574,4 \| 23,22% \| \| Falta de religião e recusa em responder. \| 750,2 \| 31,82% \| \| Não estabelecido \| 824 \| 0,03% \| \| População total \| 2 357 \| 100% \| |             |
| Estrutura religiosa na voivodia da Pomerânia, segundo o censo de 2021. | |             |
| Declarações                                                            | Número em milhares | Porcentagem |
| Igreja Católica de Rito Latino                                         | 1 583,7 | 67,18%      |
| Cristianismo ortodoxo                                                  | 3,1 | 0,13%       |
| Protestantismo (luteranismo e pentecostalismo)                         | 3,9 | 0,16%       |
| Igreja Católica Grega                                                  | 3,04 | 0,13%       |
| Testemunhas de Jeová                                                   | 7,6 | 0,32%       |
| Outras religiões                                                       | 4,9 | 0,21%       |
| Declarações religiosas                                                 | 1 606,4 | 68,14%      |
| Nenhuma religião                                                       | 202,7 | 8,60%       |
| Recusa em responder                                                    | 574,4 | 23,22%      |
| Falta de religião e recusa em responder.                               | 750,2 | 31,82%      |
| Não estabelecido                                                       | 824 | 0,03%       |
| População total                                                        | 2 357 | 100%        |

## Religião
As seguintes denominações operam na voivodia: Igreja Católica de Rito Latino, catolicismo antigo, cristianismo ortodoxo, protestantismo, restauracionismo, judaísmo, islamismo, caraísmo, budismo e neopaganismo eslavo.

## Economia
Em 2012, o produto interno bruto da voivodia da Pomerânia foi de 93,9 bilhões de zlótis, o que representou 5,8% do PIB da Polônia. O produto interno bruto per capita foi de 41,0 mil PLN (97,9% da média nacional), o que colocou a Pomerânia em 5.º lugar em relação a outras voivodias.
A remuneração média mensal por habitante da voivodia da Pomerânia no terceiro trimestre de 2011 foi de 3 646,08 zlótis, o que a colocou em 3.º lugar em relação a todas as voivodias.
No final de setembro de 2019, o número de pessoas desempregadas registradas na voivodia era de aproximadamente 41,1 mil, representando uma taxa de desemprego de 4,4% da população economicamente ativa.
Em 2011. 9,1% dos residentes em domicílios na voivodia da Pomerânia tinham despesas abaixo da linha de extrema pobreza (ou seja, estavam abaixo do mínimo de subsistência).
Em 2018, as receitas da voivodia totalizaram 1.040.835.988 zlótis (incluindo 435 milhões de zlótis em subsídios do orçamento do Estado, 365,6 milhões de zlótis do CIT e 100 milhões de zlótis do PIT) e as despesas totalizaram 1.045.300.683 zlótis (dos quais 578,8 milhões de zlótis foram consumidos pela organização do transporte na voivodia, 131,8 milhões de zlótis pela assistência médica e política social, 112,6 milhões de zlótis pela cultura e proteção do patrimônio nacional e 39,6 milhões de zlótis pela educação). Em 2017, as receitas da província totalizaram pouco mais de 800 milhões de zlótis e, em 2016, cerca de 730 milhões de zlótis.
Em 2021, a receita planejada do orçamento provincial será de 998.726.544 zlótis (uma redução de 50 milhões em comparação com 2020), e a despesa será de 1.121.926.544 zlótis (um aumento de aproximadamente 20 milhões). O déficit orçamentário planejado é de 123.200.000 zlótis. Em contraste, para 2022, estão planejadas receitas de 1.264 milhões de zlótis, despesas de 1.331 milhões de zlótis e um déficit orçamentário de 67 milhões de zlótis.

## Segurança pública
A voivodia da Pomerânia tem um centro de notificação de emergência localizado em Gdańsk e que atende chamadas de emergência direcionadas aos números 112, 997, 998 e 999.

## Transportes

### Transporte aéreo
- Aeroporto de Gdańsk-Lech Wałęsa[21]

### Transporte marítimo
- Balsas para a Suécia

### Estradas nacionais e rotas europeias
| Rota europeia | Rota (em itálico as cidades fora da Polônia, em negrito as cidades na voivodia da Pomerânia) | Localidades importantes                                                   |
| ------------- | --- | ------------------------------------------------------------------------- |
|               | Berlim – Kołbaskowo – Szczecin – Goleniów – Koszalin – Słupsk – Gdynia – Gdańsk – Elbląg – Grzechotki – Królewiec – Vilnius – Mińsk | Słupsk, Lębork, Wejherowo, Reda, Rumia, Gdynia, Gdańsk, Nowy Dwór Gdański |
|               | Vardø – Oulu – Lahti – Helsinque – Gdańsk – Rusocin – Swarożyn – Grudziądz – Toruń – Włocławek – Kutno – Łódź – Piotrków Trybunalski – Częstochowa – Pyrzowice – Bratysława – Gyór – Budapeste – Segedyn – Nowy Sad – Belgrado – Skopje – Saloniki – Atenas – Sitia | Gdańsk, Pruszcz Gdański, Pelplin                                          |
|               | Psków – Riga – Szawle – Sowieck – Królewiec – Gdańsk – Elbląg – Ostróda – Olsztynek – Płońsk – Varsóvia – Radom – Kielce – Cracóvia – Rabka-Zdrój – Chyżne – Bańska Bystrzyca – Budapeste                                                                           | Gdańsk, Nowy Dwór Gdański                                                 |

| Estrada nacional | Rota (em negrito, as cidades da voivodia) | Localidades importantes                                                         |
| ---------------- | --- | ------------------------------------------------------------------------------- |
|                  | (Gdańsk) Rusocin – Swarożyn – Grudziądz – Toruń – Włocławek – Kutno – Stryków – Łódź – Rzgów – Piotrków Trybunalski – Radomsko – Częstochowa – Pyrzowice – Zabrze – Gliwice – Gorzyczki (Ostrawa) | Gdańsk, Pruszcz Gdański, Pelplin                                                |
|                  | (Berlim) Kołbaskowo – Police – Goleniów – Koszalin – Słupsk – Lębork – Gdynia – Gdańsk – Rusocin (Toruń)                                                                                          | Słupsk, Lębork, Szemud, Gdynia, Gdańsk                                          |
|                  | Gdańsk – Nowy Dwór Gdański – Elbląg – Ostróda – Olsztynek – Płońsk – Varsóvia – Grójec – Białobrzegi – Radom – Skarżysko-Kamienna – Kielce – Cracóvia – Rabka-Zdrój (Budapeste)                   | Gdańsk, Nowy Dwór Gdański                                                       |
|                  | (Berlin) Kołbaskowo – Szczecin – Goleniów – Koszalin – Słupsk – Lębork – Gdynia – Gdańsk – Rusocin (Toruń)                                                                                        | Słupsk, Lębork, Luzino, Wejherowo, Reda, Rumia, Gdynia, Gdańsk                  |
|                  | Żukowo – Gdańsk – Nowy Dwór Gdański – Elbląg – Ostróda – Olsztynek – Płońsk – Varsóvia – Grójec – Białobrzegi – Radom – Skarżysko-Kamienna – Kielce – Cracóvia – Rabka-Zdrój – Chyżne (Budapeste) | Żukowo, Gdańsk, Nowy Dwór Gdański                                               |
|                  | Gdynia – Chwaszczyno – Żukowo – Kościerzyna – Bytów – Miastko – Biały Bór – Szczecinek – Drawsko Pomorskie – Stargard (Szczecin)                                                                  | Gdynia, Żukowo, Kościerzyna, Bytów, Miastko                                     |
|                  | Ustka – Słupsk – Miastko (Szczecin) | Ustka, Słupsk, Miastko                                                          |
|                  | (Berlim) Kostrzyn nad Odrą – Gorzów Wielkopolski – Wałcz – Jastrowie – Podgaje – Człuchów – Swarożyn – Czarlin – Malbork – Elbląg – Braniewo – Grzechotki (Królewiec)                             | Człuchów, Chojnice, Czersk, Czarna Woda, Starogard Gdański, Malbork, Stare Pole |
|                  | (Koszalin) Bobolice – Biały Bór – Człuchów – Bydgoszcz – Inowrocław – Strzelno – Konin – Kalisz – Ostrów Wielkopolski – Antonin – Oleśnica (Wrocław)                                              | Człuchów                                                                        |
|                  | (Gdańsk) Nowy Dwór Gdański – Nowy Staw – Malbork – Sztum – Kwidzyn – Grudziądz – Stolno (Toruń)                                                                                                   | Nowy Dwór Gdański, Nowy Staw, Malbork, Sztum, Kwidzyn, Gardeja                  |
|                  | Gdańsk /węzeł Porto/ – Gdańsk /passagem da fronteira marítima de Westerplatte/ | Gdańsk                                                                          |
|                  | (Gdańsk) Rakowiec – Baldram (Toruń) |                                                                                 |
|                  | Gdańsk – Pruszcz Gdański – Czarlin – Grudziądz – Świecie – Toruń – Włocławek – Kowal – Krośniewice – Łęczyca – Zgierz – Łódź – Rzgów – Piotrków Trybunalski – Radomsko – Częstochowa              | Gdańsk, Pruszcz Gdański, Pszczółki, Tczew, Gniew                                |

### Transporte ferroviário

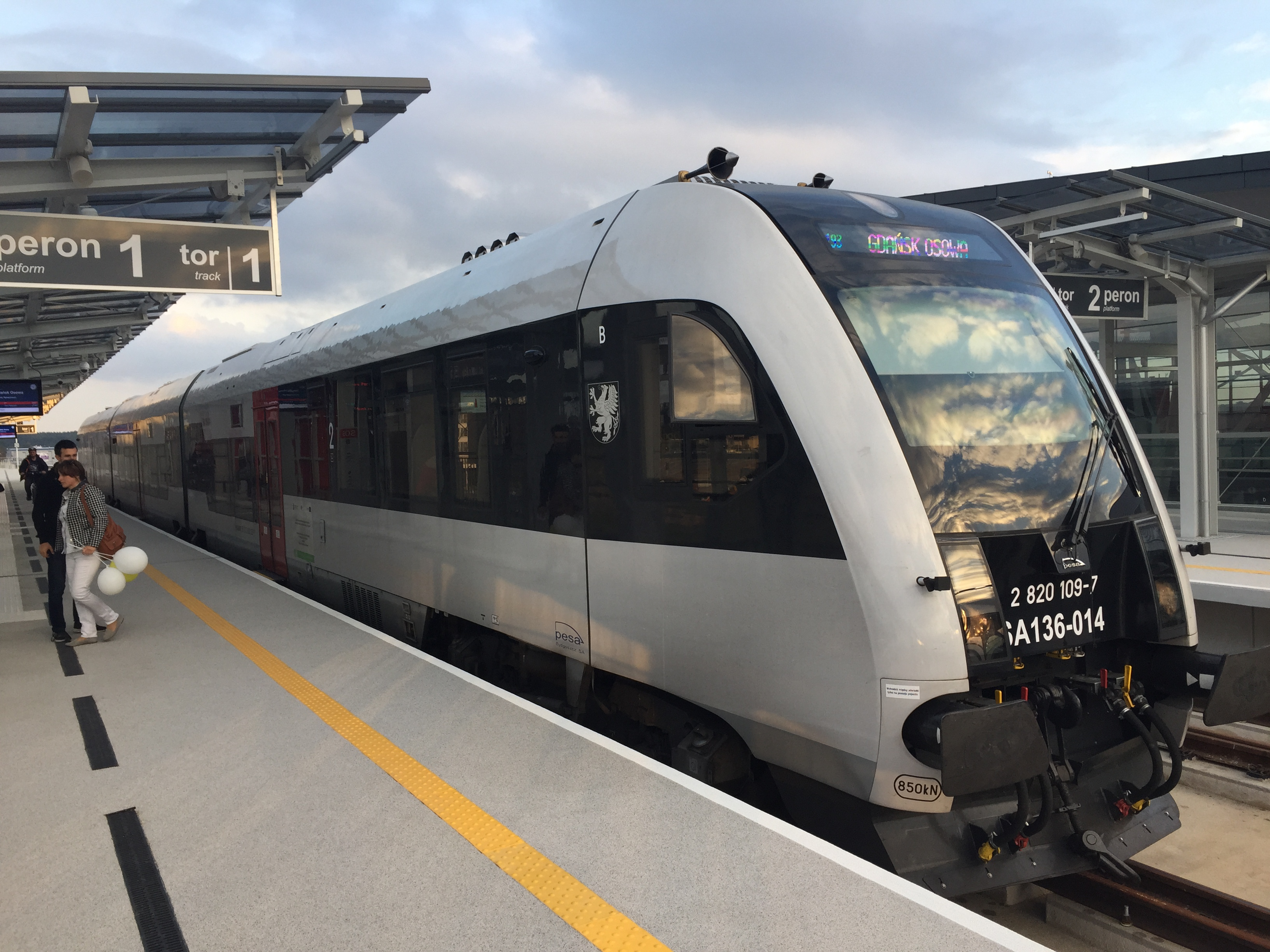
Trem SA136-014 da Ferrovia Metropolitana da Pomerânia na estação do Aeroporto de Gdańsk

Em 2016, 53,7 milhões de passageiros usaram os serviços de trem na voivodia. 94% deles viajaram em rotas regionais e de aglomeração. O habitante estatístico da voivodia fez 23,3 viagens por ano, em comparação com 18,9 na voivodia da Mazóvia e uma média de 7,6 km na escala nacional.
Atualmente, a voivodia da Pomerânia possui 39 unidades múltiplas elétricas e 27 ônibus ferroviários, adquiridos pelo gabinete do marechal. Elas estão estacionadas nos depósitos de locomotivas de Gdynia Cisowa e Chojnice.
| Série        | Tipo    | Números                               | Quantidade | Fabricante | Usuário                                      |
| ------------ | ------- | ------------------------------------- | ---------- | ---------- | -------------------------------------------- |
| EN57         | 5B/6B   | 967, 986, 989, 1100, 1112, 1128, 1184 | 7          | Pafawag    | Polregio                                     |
| EN57AL       | 5B/6B   | 1324, 1464, 1531, 1550, 1786          | 5          | Pafawag    | Polregio                                     |
| EN57AP       | 5B/6B   | 1435, 1507, 1603, 1618                | 4          | Pafawag    | Polregio                                     |
| EN71         | 5Bg/6Bg | 006, 014, 018                         | 3          | Pafawag    | Polregio                                     |
| EN90 Impuls  | 45WE    | 001–009                               | 10         | Newag      | Polregio                                     |
| Impuls 2     | 31WEbb  | 009-018                               | 10         | Newag      | PKP Trem Urbano Rápido na Tricidade Polregio |
| SA103        | 214Ma   | 006, 011                              | 2          | Pesa       | Polregio                                     |
| SA109        | 212M    | 006                                   | 1          | Kolzam     | Polregio                                     |
| SA131        | 218M    | 001                                   | 1          | Pesa       | Polregio                                     |
| SA132        | 218Mb   | 005–007                               | 3          | Pesa       | Polregio                                     |
| SA133        | 218Mc   | 025–028                               | 4          | Pesa       | Polregio                                     |
| SA133        | 218Mc   | 029–031                               | 3          | Pesa       | Polregio                                     |
| SA136 Atribo | 219M    | 013–019                               | 7          | Pesa       | Polregio                                     |
| SA137        | 220M    | 001–002                               | 2          | Newag      | Polregio                                     |
| SA138        | 221M    | 001–004                               | 4          | Newag      | Polregio                                     |

## Educação
- Fonte:[23]

Ensino superior:

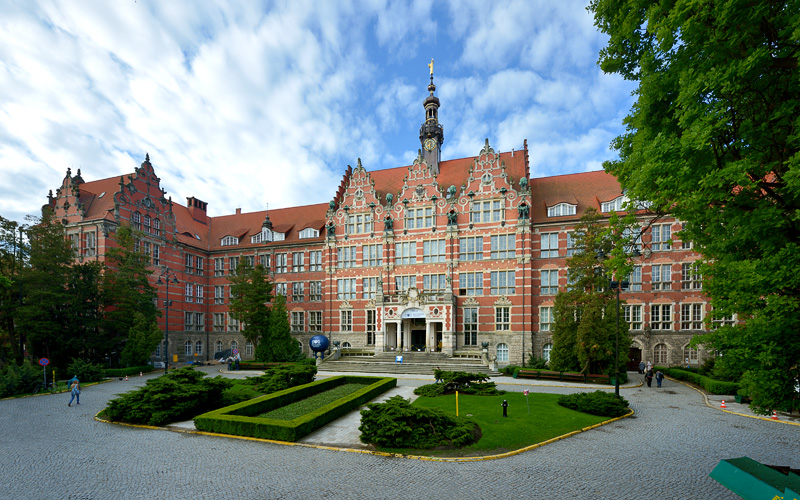
Edifício principal da Universidade de Tecnologia de Gdańsk - a universidade de tecnologia mais antiga do país

- Universidade de Tecnologia de Gdańsk
- Universidade de Gdańsk
- Academia Naval de Bohaterów Westerplatte
- Universidade Marítima de Gdynia
- Academia de Música Stanisław Moniuszko em Gdańsk
- Universidade Pomerana em Słupsk
- Academia de Belas Artes de Gdańsk
- Academia de Educação Física e Esportes Jędrzej Śniadecki em Gdańsk
- Colégio Ateneu
- Faculdade de Gdańsk
- Universidade de Humanidades de Gdańsk
- Universidade de Medicina de Gdańsk
- Seminário Teológico de Gdańsk
- Universidade Cassúbio-Pomerana em Wejherowo
- Academia Nipo-Polonesa de Tecnologia da Informação
- Universidade de Ciências Aplicadas da Pomerânia em Gdynia
- Universidade Pomerana de Política Social e Econômica
- Colégio Powiśle em Kwidzyn
- Universidade de Direito e Diplomacia em Gdynia
- Escola Hanseática de Gerenciamento em Słupsk
- Universidade de Administração e Negócios Eugeniusz Kwiatkowski em Gdynia
- Escola de Bancos de Gdańsk
- Universidade de Finanças e Administração
- Universidade de Finanças e Contabilidade
- Universidade de Comunicação Social em Gdynia
- Universidade de Economia e Social em Gdańsk
- Universidade de Turismo e Hotelaria em Gdańsk
- Faculdade de Educação Física e Turismo
- Faculdade de Administração em Gdańsk
- Seminário Teológico Superior em Pelplin

## Administração

### Governo autônomo
O corpo legislativo é o Parlamento da voivodia da Pomerânia, composto por 33 conselheiros. O Parlamento elege o órgão executivo da voivodia, que é o conselho da voivodia, composto por 5 membros com seu marechal. A sede do parlamento da voivodia fica em Gdańsk. Há também uma filial do gabinete do marechal em Słupsk.

#### Marechais da voivodia
| N.º | Marechal da voivodia | Mandato    | Mandato    |
| N.º | Marechal da voivodia | de         | até        |
| --- | -------------------- | ---------- | ---------- |
| 1   | Jan Zarębski         | 01-01-1999 | 26-11-2002 |
| 2   | Jan Kozłowski        | 26-11-2002 | 22-02-2010 |
| 3   | Mieczysław Struk     | 22-02-2010 | atual      |

### Administração governamental
O órgão de administração do governo é o Voivoda da Pomerânia, nomeado pelo Primeiro-ministro. A sede da voivodia é Gdańsk, ele também tem uma delegação em Słupsk.
Voivodas da Pomerânia:
- Tomasz Sowiński, de 1 de janeiro de 1999 a 20 de outubro de 2001
- Jan Ryszard Kurylczyk, de 20 de outubro de 2001 a 26 de julho de 2004
- Cezary Dąbrowski, de 26 de julho de 2004 a 27 de janeiro de 2006
- Piotr Ołowski, de 27 de janeiro de 2006 a 26 de fevereiro de 2007
- Piotr Karczewski, de 22 de maio de 2007 a 29 de novembro de 2007
- Roman Zaborowski, de 29 de novembro de 2007 a 25 de outubro de 2011
- Ryszard Stachurski, de 12 de dezembro de 2011 a 8 de dezembro de 2015
- Dariusz Drelich, de 8 de dezembro de 2015 a 20 de dezembro de 2023
- Beata Rutkiewicz, a partir de 20 de dezembro de 2023

## Logotipo da voivodia da Pomerânia

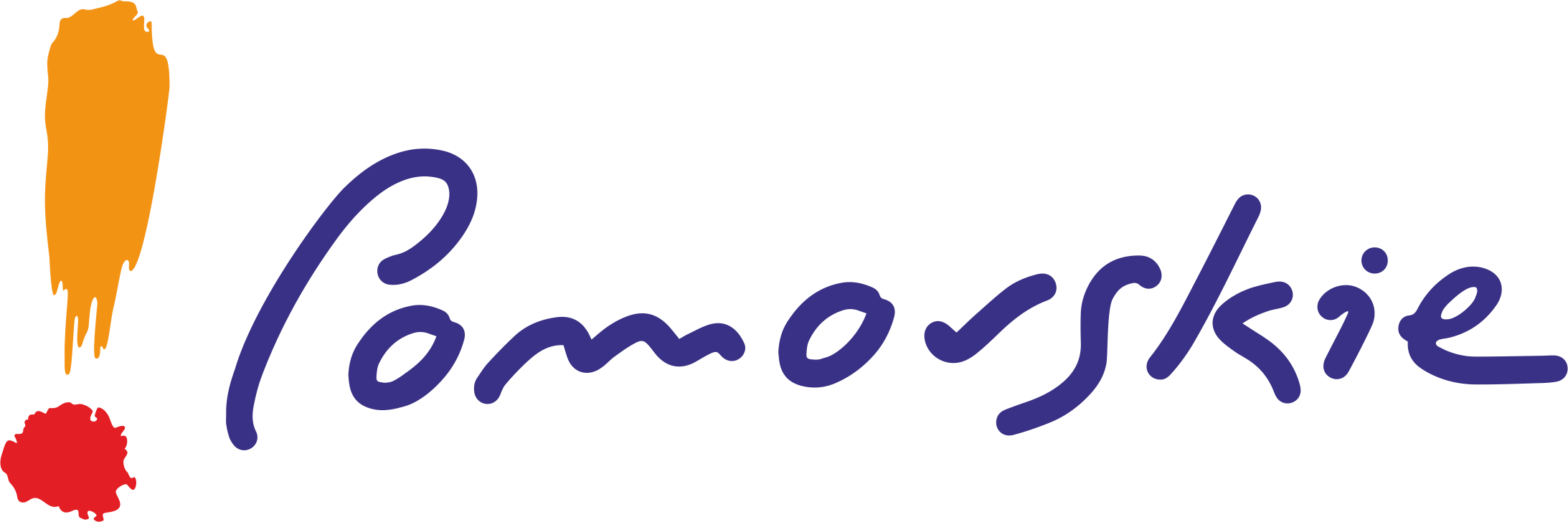
Logotipo da voivodia

O primeiro logotipo da voivodia da Pomerânia foi selecionado em um concurso e anunciado oficialmente em 22 de junho de 2007. O autor do logotipo foi Wojciech Janicki, professor da Academia de Belas Artes de Poznań. Ele representava um homem marchando, composto por três elementos: o sol (a cabeça da figura) simbolizando alegria, energia e desenvolvimento, uma onda (formando as mãos) enfatizando a localização costeira, o lazer e o dinamismo da voivodia, e uma seta (lembrando pernas), que, por um lado, aponta para a direção norte e, por outro, lembra uma tenda — significando turismo ou o telhado de uma casa — simbolizando cuidado e hospitalidade. Abaixo do gráfico havia um slogan promovendo a voivodia: “Pomerânia — bom curso”, também selecionado por meio de um concurso.
Em 15 de abril de 2015, foi apresentado um novo logotipo para a voivodia, criado pelo designer gráfico Andrzej Pągowski. Ele consiste em um ponto de exclamação amarelo-vermelho e uma inscrição estilizada “Pomerânia” em azul-marinho.